# Germania la Jocurile Olimpice de vară din 2016
Germania a participat la Jocurile Olimpice de vară din 2016 de la Rio de Janeiro în perioada 5 – 21 august 2016, cu o delegație de 422 de sportivi care a concurat la 27 de sporturi. Cu un total de 42 de medalii, inclusiv 17 de aur, s-a aflat pe locul 5 în clasamentul pe medalii.

## Participanți
Delegația germană a cuprins 422 de sportivi (rezervele la fotbal, handbal, hochei pe iarbă și scrimă nu sunt incluse). Cel mai tânăr atlet din delegație a fost săritoarea în apă Elena Wassen (15 ani), cel mai bătrân a fost călărețul Hubertus Schmidt (57 de ani).
| Sport            | Masculin | Feminin | Total |
| ---------------- | -------- | ------- | ----- |
| Atletism         | 37       | 48      | 85    |
| Badminton        | 3        | 4       | 7     |
| Box              | 6        | 0       | 6     |
| Caiac canoe      | 12       | 9       | 21    |
| Canotaj          | 25       | 10      | 35    |
| Ciclism          | 15       | 14      | 29    |
| Echitație        | 7        | 5       | 12    |
| Fotbal           | 18       | 19      | 37    |
| Gimnastică       | 5        | 12      | 17    |
| Golf             | 2        | 2       | 4     |
| Haltere          | 4        | 1       | 5     |
| Handbal          | 14       | 0       | 14    |
| Hochei pe iarbă  | 16       | 16      | 32    |
| Judo             | 7        | 6       | 13    |
| Lupte            | 3        | 4       | 7     |
| Natație          | 17       | 12      | 29    |
| Navigație        | 7        | 5       | 12    |
| Pentatlon modern | 2        | 2       | 4     |
| Sărituri în apă  | 4        | 4       | 8     |
| Scrimă           | 3        | 1       | 4     |
| Taekwondo        | 2        | 1       | 3     |
| Tenis            | 3        | 5       | 8     |
| Tenis de masă    | 3        | 3       | 6     |
| Tir              | 9        | 6       | 15    |
| Tir cu arcul     | 1        | 1       | 2     |
| Triatlon         | 0        | 2       | 2     |
| Volei            | 2        | 4       | 6     |
| Total            | 227      | 196     | 423   |

## Medalii

### Medaliați
| Medalie | Nume | Sport           | Probă                           | Dată      |
| ------- | --- | --------------- | ------------------------------- | --------- |
| Aur     | Michael Jung | Echitație       | Întreceri individual            | 9 august  |
| Aur     | Philipp Wende Lauritz Schoof Karl Schulz Hans Gruhne | Canotaj         | Patru vâsle (4×)                | 11 august |
| Aur     | Annekatrin Thiele Carina Bär Julia Lier Lisa Schmidla | Canotaj         | Patru vâsle cu cârmaci (4×+)    | 11 august |
| Aur     | Barbara Engleder | Tir             | Pușcă trei poziții 50 m feminin | 11 august |
| Aur     | Henri Junghänel | Tir             | Pușcă culcat 50 m masculin      | 12 august |
| Aur     | Kristina Bröring-Sprehe Sönke Rothenberger Dorothee Schneider Isabell Werth | Echitație       | Dresaj pe echipe                | 12 august |
| Aur     | Christoph Harting | Atletism        | Aruncarea discului masculin     | 13 august |
| Aur     | Christian Reitz | Tir             | Pistol foc rapid 25 m           | 13 august |
| Aur     | Sebastian Brendel | Caiac canoe     | C-1 1000 m masculin             | 16 august |
| Aur     | Fabian Hambüchen | Gimnastică      | Bară masculin                   | 16 august |
| Aur     | Kristina Vogel | Ciclism         | Sprint feminin individual       | 16 august |
| Aur     | Laura Ludwig Kira Walkenhorst | Volei           | Pe plajă feminin                | 17 august |
| Aur     | Max Rendschmidt Marcus Gross | Caiac canoe     | K-2 1000 m masculin             | 18 august |
| Aur     | Echipa națională feminină Almuth Schult Josephine Henning Saskia Bartusiak Leonie Maier Annike Krahn Simone Laudehr Melanie Behringer Lena Goeßling Alexandra Popp Dzsenifer Marozsán Anja Mittag Tabea Kemme Sara Däbritz Babett Peter Mandy Islacker Melanie Leupolz Isabel Kerschowski Laura Benkarth Svenja Huth | Fotbal          | Turneul feminin                 | 19 august |
| Aur     | Sebastian Brendel Jan Vandrey | Caiac canoe     | C-2 1000 m masculin             | 20 august |
| Aur     | Max Rendschmidt Tom Liebscher Max Hoff Marcus Gross | Caiac canoe     | K-4 1000 m masculin             | 20 august |
| Aur     | Thomas Röhler | Atletism        | Aruncarea suliței mascilin      | 20 august |
| Argint  | Sandra Auffarth Michael Jung Ingrid Klimke Julia Krajewski | Echitație       | Întreceri pe echipe             | 9 august  |
| Argint  | Monika Karsch | Tir             | Pistol 25 m feminin             | 9 august  |
| Argint  | Lisa Unruh | Tir cu arcul    | Individual feminin              | 11 august |
| Argint  | Felix Drahotta Malte Jakschik Eric Johannesen Andreas Kuffner Maximilian Munski Hannes Ocik Maximilian Reinelt Richard Schmidt Martin Sauer (cârmaci) | Canotaj         | Opt rame cu cârmaci (8+)        | 13 august |
| Argint  | Angelique Kerber | Tenis           | Individual feminin              | 13 august |
| Argint  | Isabell Werth | Echitație       | Dresaj individual               | 15 august |
| Argint  | Franziska Weber Tina Dietze | Caiac canoe     | K-2 500 m feminin               | 16 august |
| Argint  | Han Ying Petrissa Solja Shan Xiaona | Tenis de masă   | Echipe feminin                  | 16 august |
| Argint  | Sabrina Hering Franziska Weber Steffi Kriegerstein Tina Dietze | Caiac canoe     | K-4 500 m feminin               | 20 august |
| Argint  | Echipa națională masculină (sub 23 de ani) Timo Horn Jeremy Toljan Lukas Klostermann Matthias Ginter Niklas Süle Sven Bender Max Meyer Lars Bender Davie Selke Leon Goretzka Julian Brandt Jannik Huth Philipp Max Robert Bauer Max Christiansen Grischa Prömel Serge Gnabry Nils Petersen                           | Fotbal          | Turneul masculin                | 20 august |
| Bronz   | Laura Vargas Koch | Judo            | 70 kg feminin                   | 10 august |
| Bronz   | Kristina Vogel Miriam Welte | Ciclism         | Sprint feminin pe echipe        | 12 august |
| Bronz   | Daniel Jasinski | Atletism        | Aruncarea discului              | 13 august |
| Bronz   | Sophie Scheder | Gimnastică      | Paralele inegale                | 14 august |
| Bronz   | Kristina Bröring-Sprehe | Echitație       | Dresaj individual               | 15 august |
| Bronz   | Denis Kudla | Lupte           | Greco-roman 85 kg masculin      | 15 august |
| Bronz   | Patrick Hausding | Sărituri în apă | 3 metri trambulină              | 16 august |
| Bronz   | Christian Ahlmann Meredith Michaels-Beerbaum Daniel Deusser Ludger Beerbaum | Echitație       | Sărituri pe echipe              | 17 august |
| Bronz   | Dimitrij Ovtcharov Timo Boll Bastian Steger | Tenis de masă   | Echipe masculin                 | 17 august |
| Bronz   | Echipa națională masculină Linus Butt Moritz Fürste Florian Fuchs Mats Grambusch Tom Grambusch Martin Häner Tobias Hauke Timm Herzbruch Nicolas Jacobi Mathias Müller Timur Oruz Christopher Rühr Moritz Trompertz Niklas Wellen Christopher Wesley Martin Zwicker                                                   | Hochei pe iarbă | Turneul masculin                | 18 august |
| Bronz   | Erik Heil Thomas Plößel | Navigație       | 49er                            | 18 august |
| Bronz   | Echipa feminină Lisa Hahn Franzisca Hauke Hannah Krüger Nike Lorenz Marie Mävers Julia Müller Janne Müller-Wieland Pia-Sophie Oldhafer Selin Oruz Katharina Otte Cécile Pieper Kristina Reynolds Anne Schröder Lisa Schütze Annika Sprink Charlotte Stapenhorst Jana Teschke                                         | Hochei pe iarbă | Turneul feminin                 | 19 august |
| Bronz   | Artem Harutyunyan | Box             | 64 kg masculin                  | 19 august |
| Bronz   | Ronald Rauhe | Caiac canoe     | K-1 200 m masculin              | 20 august |
| Bronz   | Echipa națională masculină Christian Dissinger Paul Drux Uwe Gensheimer Patrick Groetzki Kai Häfner Silvio Heinevetter Julius Kühn Finn Lemke Hendrik Pekeler Tobias Reichmann Martin Strobel Steffen Weinhold Fabian Wiede Patrick Wiencek Andreas Wolff                                                            | Handbal         | Turneul masculin                | 21 august |

### Medalii după sport
| Sport           | Aur | Argint | Bronz | Total |
| Caiac canoe     | 4   | 2      | 1     | 7     |
| Tir             | 3   | 1      | 0     | 4     |
| Echitație       | 2   | 2      | 2     | 6     |
| Canotaj         | 2   | 1      | 0     | 3     |
| Atletism        | 2   | 0      | 1     | 3     |
| Fotbal          | 1   | 1      | 0     | 2     |
| Ciclism         | 1   | 0      | 1     | 2     |
| Gimnastică      | 1   | 0      | 1     | 2     |
| Volei           | 1   | 0      | 0     | 1     |
| Tenis de masă   | 0   | 1      | 1     | 2     |
| Tir cu arcul    | 0   | 1      | 0     | 1     |
| Tenis           | 0   | 1      | 0     | 1     |
| Hochei pe iarbă | 0   | 0      | 2     | 2     |
| Box             | 0   | 0      | 1     | 1     |
| Sărituri în apă | 0   | 0      | 1     | 1     |
| Handbal         | 0   | 0      | 1     | 1     |
| Judo            | 0   | 0      | 1     | 1     |
| Navigație       | 0   | 0      | 1     | 1     |
| Lupte           | 0   | 0      | 1     | 1     |
| Total           | 17  | 10     | 15    | 42    |

## Scrimă
| Sportiv             | Probă            | Primul tur    | Șaisprezecimi           | Optimi              | Sfert de finală     | Semifinală    | Finala mică/Finala mare | Finala mică/Finala mare |
| Sportiv             | Probă            | Adversar Scor | Adversar Scor           | Adversar Scor       | Adversar Scor       | Adversar Scor | Adversar Scor           | Loc                     |
| ------------------- | ---------------- | ------------- | ----------------------- | ------------------- | ------------------- | ------------- | ----------------------- | ----------------------- |
| Peter Joppich       | Floretă masculin | PAS           | Lefort (FRA) C 15–13    | Avola (ITA) P 13–15 | Nu a avansat        | Nu a avansat  | Nu a avansat            | Nu a avansat            |
| Max Hartung         | Sabie masculin   | N/A           | Apithy (BEN) C 15–9     | Homer (USA) P 12–15 | Nu a avansat        | Nu a avansat  | Nu a avansat            | Nu a avansat            |
| Matyas Szabo        | Sabie masculin   | N/A           | Pakdaman (IRI) C 15–11  | Paskov (BUL) C 15–6 | Homer (USA) P 12–15 | Nu a avansat  | Nu a avansat            | Nu a avansat            |
| Carolin Golubytskyi | Floretă feminin  | PAS           | Łyczbińska (POL) P 9–14 | Nu a avansat        | Nu a avansat        | Nu a avansat  | Nu a avansat            | Nu a avansat            |

## Natație
| Sportiv          | Probă         | Calificări | Calificări | Semifinale   | Semifinale   | Finală       | Finală       |
| Sportiv          | Probă         | Timp       | Loc        | Timp         | Loc          | Timp         | Loc          |
| ---------------- | ------------- | ---------- | ---------- | ------------ | ------------ | ------------ | ------------ |
| Alexandra Wenk   | 100 m fluture | 58,49      | 21         | Nu a avansat | Nu a avansat | Nu a avansat | Nu a avansat |
| Franziska Hentke | 400 m mixt    | 4:43,32    | 21         | N/A          | N/A          | Nu a avansat | Nu a avansat |

| Sportiv            | Probă            | Calificări | Calificări | Semifinale | Semifinale | Finală       | Finală       |
| Sportiv            | Probă            | Timp       | Loc        | Timp       | Loc        | Timp         | Loc          |
| ------------------ | ---------------- | ---------- | ---------- | ---------- | ---------- | ------------ | ------------ |
| Johannes Hintze    | 400 m mixt       | 4:18,25    | 18         | N/A        | N/A        | Nu a avansat | Nu a avansat |
| Jacob Heidtmann    | 400 m mixt       | –          | DSQ        | N/A        | N/A        | Nu a avansat | Nu a avansat |
| Florian Vogel      | 400 m stil liber | 3:45,49    | 9          | N/A        | N/A        | Nu a avansat | Nu a avansat |
| Clemens Rapp       | 400 m stil liber | 3:49,10    | 24         | N/A        | N/A        | Nu a avansat | Nu a avansat |
| Christian vom Lehn | 100 m bras       | 1:00,13    | 15 C       | 1:00,23    | 12         | Nu a avansat | Nu a avansat |